# Dobrá Voda (přírodní památka)
Dobrá Voda je přírodní památka východně od obce Vídeň a západně od obce Dobrá Voda v okrese Žďár nad Sázavou. Oblast spravuje Krajský úřad Kraje Vysočina.
Důvodem ochrany jsou mokřadní louky s četnými vstavači. V oblasti se nachází ohrožené druhy rostlin jako suchopýr úzkolistý (Eriophorum angustifolium), prstnatec májový (Dactylorhiza majalis), vachta trojlistá (Menyanthes trifoliata) či přeslička poříční (Equisetum fluviatile) a šípatka střelolistá (Sagittaria sagittifolia).